# Sava kod Hrušćice sa šljunčarom Rakitje
Sava kod Hrušćice sa šljunčarom Rakitje este o arie protejată (arie de protecție specială avifaunistică — SPA) din Croația întinsă pe o suprafață de 1.453,26 ha, integral pe uscat.

## Localizare
Centrul sitului Sava kod Hrušćice sa šljunčarom Rakitje este situat la coordonatele 45°46′05″N 16°09′35″E / 45.76813°N 16.159662°E.

## Înființare
Situl Sava kod Hrušćice sa šljunčarom Rakitje a fost declarat arie de protecție specială avifaunistică în iulie 2013 pentru a proteja 6 specii de animale.

## Biodiversitate
Situată în ecoregiunea continentală, aria protejată nu include niciun habitat protejat.
La baza desemnării sitului se află mai multe specii protejate de  păsări (6): fluierar de munte (Actitis hypoleucos), pescăruș albastru (Alcedo atthis), sfrâncioc roșiatic (Lanius collurio), lăstun de mal (Riparia riparia), chiră mică (Sterna albifrons), chiră de baltă (Sterna hirundo).